# Bernadette Jagger
Bernadette Maria Jagger (nascida em 26 de fevereiro de 1958 em Riemvasmaak, África do Sul) é uma política namibiana. Ela é membro da SWAPO e foi nomeada para o Comité Central do partido em 2012. Em 2015, ela ganhou uma cadeira no parlamento. Numa remodelação do gabinete em fevereiro de 2018, ela foi nomeada Vice-Ministra do Meio Ambiente e Turismo, sucedendo a Tommy Nambahu.
Jagger é uma professora de profissão. Ela possui certificados em educação primária inferior e superior do Sohnge Training College e da Universidade da Namíbia, respectivamente, e passou de professora em 1976, vice-directora em 1992, para Directora Regional de Educação de Kunene em 2012. Jagger também obteve um Diploma de Pós-Graduação em Ensino e Administração da Língua Inglesa pela Universidade de Warwick, e um Bacharelato em Filosofia em Educação pela Universidade de Exeter.
Jagger é uma conselheira sénior da comunidade Riemvasmakers, um clã do povo Nama.